# 柳毅傳書 (舞台劇)
《柳毅傳書》是1984年香港歌手羅文主理的粵語音樂劇，主辦機構為華星唱片和耀榮娛樂。故事基於中國民間傳說《柳毅傳書》，並由黃霑編劇、吳慧萍導演，羅文、歐陽珮珊、盧海鵬、陳安瑩等主演；音樂班底則由音樂總監顧嘉煇、音樂家鍾肇峰、編曲人奧金寶和填詞人黃霑所組成。

## 背景
1983年，羅文原打算重演舞台劇《白蛇傳》，但遭女主角汪明荃推卻，故推出新劇《柳毅傳書》，並起用新人。跟《白蛇傳》一樣，《柳毅傳書》獲選為劇本的原因是「神仙故事」，便於表現「多姿多彩」舞台效果；其次粵劇版《柳毅傳書》是羅文從小看到大的愛劇。名伶羅家寶1983年首次赴港演出此劇，羅文曾向其索取劇本作參考。
羅文仍投進個人資金，不同的是《白蛇傳》的主辦機構是羅文製作有限公司和華星唱片，這次則變成了華星唱片和耀榮娛樂。羅文前私人助理Terry憶述，此劇的製作資金是二百多萬港元，《白蛇傳》的三倍；能聘請較多專業人員，使羅文無須太分神兼顧製作。吳慧萍獲邀擔任監製，她曾為無線電視台擔任編導多年，1981年起轉向舞台製作。

## 選角
余文詩是女主角龍三宮主的首個人選，但未達要求而被淘汰；另一說是此劇原打算辦更多場，需要兩個演員輪番飾演女主角，而且余、歐陽二人進入候選之列並無先後之分，而前者後來被淘汰則是因為其票房號召力較遜色。歐陽珮珊是無線電視藝員，曾學習北派粵劇，會中國舞，但沒有演出舞台劇和唱歌的經驗。1984年初，她與羅文在《歡樂滿東華》表演粵劇折子戲《柳毅傳書》，羅文因其古裝扮相決定由她來演，其後她針對弱項苦練了大半年唱功。
公映後羅文曾表示相對於《白蛇傳》，男主角的戲份較女主角多，亦較難演；此外由於不須分神於製作方面，演得更為投入
飾演火龍王和媒婆的盧海鵬曾與羅文合作過《白蛇傳》，並負責搞笑，有些即興的對白。羅文打算由專業演員演戲份頗重的書僮一角，歐陽珮珊便向他推薦了無線藝員陳安瑩。陳安瑩沒有舞台和歌唱經驗，但此角不需要唱歌。蔡新聲曾習京劇和中國舞，舞台表演經驗豐富，除飾演涇河王子，還是舞蹈員訓練所排藝社的導師，並參與設計此劇的武打招式。

## 演出概況
演出地點是利舞臺戲院，首次於1984年9月20日至10月4日，再於同年11月7日至11日加演，共20場。票價分$200、$160、$140、$100、$40。劇分8幕（龍王嫁女、雪地相逢、柳毅傳書、涇河決戰、龍宮拒婚、洞庭送別、兩地相思、柳府迎親），期間不落幕，中場休息15分鐘，總共2個多小時，有40多首歌曲，部分大場面採取對嘴的方式表演。

## 音像產品
舞台劇上映時，羅文所監製的黑膠專輯《柳毅傳書》經華星唱片發行，精選了13首歌曲，派台曲《不肯忘》在香港電台的中文歌曲龍虎榜的最高排位是第4名，未能登上的周冠軍和躋身無線電視的《勁歌金曲季選》。

## 特色
編劇黃霑在《柳毅傳書》的專輯文案中表示此劇：「參考了各朝原本，大事增刪，把情節改得合現代觀念，並加進了不少諧趣的小節，令全劇娛樂性更豐富」
音樂以慢板歌曲為主，並傾向現代化，顧嘉煇被指數次加入了中國傳統音樂所少用的半音音階，鍾肇峰亦以西洋的調式音階創作，異於《白蛇傳》。
服裝由羅文的設計師好友劉培基負責，他避用傳統粵劇標誌的中間色、水袖、刺繡、釘珠等，當中蝦兵蟹將的造型被指卡通化，龍女的嫁衣融合了西方晚裝的風格。
吳慧萍希望給予觀眾嗅覺的享受，便在首幕《龍王嫁女》，將海洋味和鮮花味的香精，經冷氣出風口傳送至劇院內。

## 評論
粵劇名伶羅家寶觀劇後認為《柳毅傳書》欠缺「傳統粵劇的文采」，而且歌詞通俗，後來再受訪時表示劇本、服裝、舞蹈及化妝富新意，值得粵劇借鑒。
1985年初，《號外》的專欄作者任玲瓏認為它是「84年通俗舞台劇中最賞心悅目的」，活化了一個「不合現代人心態」的故事，並歸功於監製吳慧萍。
2012年，文化評論人林奕華回顧此劇，形容其為「最早期的『小清新』」和「氣質取勝的純愛先驅劇」。
《聯合早報》和《新明日報》樂評專欄撇開劇單評論專輯，指歐陽珮珊以非職業歌手來說算稱職，並大致認可羅文的表現，但前者嫌其唱法平鋪直敘。歌曲被指因題材、搭配對象的限制而缺乏流行度，但編曲水準甚佳；詞方面，《聯合早報》略有微言，說其「在心傷、惆悵、悲愴、斷腸、解憂困和解憂減困裡的框框打轉」。

## 演員
| - 羅文：柳毅 - 歐陽珮珊：龍三宮主 - 吳業光：龍王（黃霑幕後代唱） - 盧海鵬：火龍王、媒婆 - 陳安瑩：書僮 - 蔡新聲：涇河王子 | - 何亦儀：龍三公主近婢 - 王莉貞：龍三公主近婢 - 高翰文：金甲神 - 張毅璇、楊美珊、吳煥卿、張慧儀：眾妖姬 |

## 曲目
| 黑膠唱片（唱片編號：CAL061016） | 黑膠唱片（唱片編號：CAL061016） | 黑膠唱片（唱片編號：CAL061016） | 黑膠唱片（唱片編號：CAL061016） | 黑膠唱片（唱片編號：CAL061016） | 黑膠唱片（唱片編號：CAL061016） |
| 曲序                            | 曲目                            | 作曲                            | 编曲                            | 歌手                            | 时长                            |
| ------------------------------- | ------------------------------- | ------------------------------- | ------------------------------- | ------------------------------- | ------------------------------- |
| 1.                              | 柳毅傳書                        | 顧嘉煇                          | 顧嘉煇                          | 羅文                            | 3:37                            |
| 2.                              | 洞庭送別                        | 鍾肇峰                          | 鍾肇峰                          | 歐陽珮珊、羅文                  | 3:46                            |
| 3.                              | 相愛難                          | 顧嘉煇                          | 顧嘉煇                          | 羅文                            | 2:45                            |
| 4.                              | 趕路忙                          | 顧嘉煇                          | 顧嘉煇                          | 羅文                            | 5:47                            |
| 5.                              | 千生賬                          | 顧嘉煇                          | 顧嘉煇                          | 歐陽珮珊                        | 4:03                            |
| 6.                              | 河山再見歡樂人                  | 鍾肇峰                          | 鍾肇峰                          | 歐陽珮珊、羅文                  | 2:17                            |
| 7.                              | 不肯忘                          | 顧嘉煇                          | 顧嘉煇                          | 歐陽珮珊、羅文                  | 3:17                            |
| 8.                              | 十年窗下                        | 顧嘉煇                          | 顧嘉煇                          | 羅文                            | 3:59                            |
| 9.                              | 雪地相逢                        | 鍾肇峰                          | 鍾肇峰                          | 歐陽珮珊、羅文                  | 2:58                            |
| 10.                             | 蝦兵蟹將                        | 顧嘉煇                          | 奧金寶                          | 盧海鵬                          | 1:34                            |
| 11.                             | 為人不望報                      | 顧嘉煇                          | 顧嘉煇                          | 羅文                            | 2:04                            |
| 12.                             | 聽一句痴心話                    | 顧嘉煇                          | 顧嘉煇                          | 歐陽珮珊、羅文                  | 4:05                            |
| 13.                             | 恩似洞庭水                      | 顧嘉煇                          | 顧嘉煇                          | 大合唱                          | 3:02                            |